# Cellobiohydrolas
Cellobiohydrolas är ett cellulosanedbrytande enzym som angriper cellulosakedjor från de fria ändarna. I allmänhet har de ett aktivt säte i form av en lång tunnel, i vilken cellulosakedjan träs in. Nära tunnelns utgång finns karboxylsyror som katalyserar hydrolys av en cellobiosrest från kedjeändan. Därefter glider cellulosakedjan fram så att en ny cellobiosrest tar den avspjälkades plats. Enzymet är på detta sätt processivt.
Cellobiohydrolaser är effektiva i att bryta ner högkristallin cellulosa, men är beroende av fria ändar. De visar stark synergism med endoglukanaser. 
Det finns två funktionella huvudtyper av cellobiohydrolaser - A-typ cellulas som angriper cellulosakedjan från den reducerande ändan, och B-typ cellulas som angriper från den ickereducerande ändan.